# Secret (Madonna-dal)
A Secret című dal Madonna amerikai énekesnő 1994. szeptember 26.-án megjelent első kimásolt kislemeze hatodik, Bedtime Stories című stúdióalbumáról, amelyet a Maverick kiadó jelentetett meg. Az énekesnő eredetileg demóként vette fel a dalt Shep Pettibone producerrel, azonban Dallas Austin felváltotta produceri szerepét, és átdolgozta a dalt, így íróként tevékenykedett Madonna mellett. Ez a dal eltért Madonna korábbi zenei stílusától, hiszen pályafutása eddigi szakaszáig nagy hangzású táncdalokat, és dallamos balladákat jelentetett meg. A "Secret" pop és R&B stílusát ötvözte akusztikus gitár, dob, és vonós hangszerekkel, miközben líraian beszél arról, hogy a szeretőjének van egy titka.
A dalhoz nyolc különböző változatban készített remixet DJ Junior Vasquez, aki újra felhasználta Madonna énekét, de teljesen megváltoztatta a dal kompozícióját. Az 1990-es évek közepén az énekesnő szokatlan módon az új dalról beszélt az internetet, hangüzenetet hagyva a rajongóknak, valammint egy részletet a dalból. A "Secret" pozitív kritikákat kapott a zenekritikusoktól, akik dicsérték Madonna énekhangját, és a középtempós R&B grooveját, csábítónak, és lelkesítőnek ítélve. A dal sikeres volt. Az Egyesült Államokban a 3. helyen végzett a Billboard Hot 100-on, és az Amerikai Hanglemezgyártók Szövetsége (RIAA) arany minősítéssel díjazta azt. Az Egyesült Királyságban az 5. helyen érte el a csúcsot, és ezzel rekordot döntve a 35. sorozatban legjobb Top 10-es lett a brit kislemezlistán. Kanadában, Finnországban, és Svájcban az első, Ausztráliában, Dániában, Franciaországban, Új-Zélandon, és Spanyolországban pedig az első ötbe került.
A kislemez borítójával, és a hozzá tartozó klippel Madonna egy újabb arculatváltást vezetett be, melyet Jean Harlow hollywoodi színésznő ihletett. A fekete-fehér videót Melodie McDaniel rendezte, akit McDaniel korábbi kisfilmjei miatt választott az énekesnő. A klipben Madonna mint énekes látható a New York-i Harlemben lévő éjszakai klubban. A környék mindennapi életének jeleneteivel tarkított videó Madonna egyesülésével zárul, ahol szerelmével, és filmbéli gyerekével látható. A videó tudományos vitákat váltott ki arról, hogy mi lehet a dal szövegi titka.
Madonna a 2001-es Drowned World Tour világturnén adta elő a dalt, majd később a Sticky & Sweet Tour houstoni állomásán a rajongók kérésére 2008 novemberében, illetve hét évvel később a Rebel Heart Tour néhány állomásán is.

## Előzmények és megjelenés

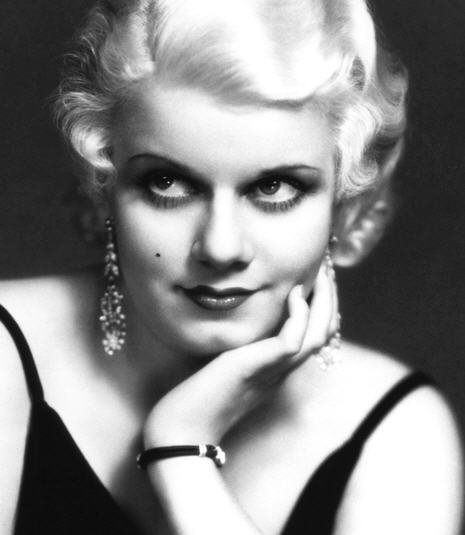
Madonna megjelenését a kislemez borítóján Jean Harlowéhoz hasonlították.

Miután megjelent Madonna első könyve a Sex és a Body of Evidence című erotikus thriller, valamint Madonna ötödik stúdióalbuma, az Erotica, és az 1990-es évek elején készült katasztrofális interjú David Letterman műsorában, a média és a közvélemény Madonna nyílt szexuális imázsa elleni reakciója csúcson volt. Madonna ezt tompítani akarta, így kiadta az I’ll Remember című balladát, amely a With Honors című film betétdala volt. Zeneileg egy teljesen új zenei irányba akart elmozdulni, és elkezdte felfedezni a new-jack R&B stílusokat, egy általánosan mainstream rádióbarát hangzással. Ezt felhasználta hatodik, Bedtime Stories című stúdióalbumán is, mely 1994 októberében jelent meg. Eleinte Shep Pettibone-val együttműködésnek indult az újabb munka, melyet az Erotica albumhoz kellett volna hasonlítani, azonban Madonna akkoriban tompítani akarta a nyilvánosság előtti imázsát, és úgy döntött, hogy az R&B hangzás felé fordul, így jól ismert R&B producerekkel kezdett el dolgozni, hogy megfelelőbb képet alkosson a nagyközönség számára.
Rövid keresés után Madonna Babyface mellett döntött, akinek korábbi együttműködései voltak olyan előadókkal, mint Whitney Houston, a Boyz II Men, vagy Toni Braxton, és sikeres R&B dalokat eredményeztek. Madonna rajta keresztül találkozott Dallas Austin atlantani producerrel, aki a TLC nevű lánycsapat debütáló albumán, az Ooooooohhh… On the TLC Tip címűn dolgozott 1992-ben. Az albumhoz együtt komponálták a "Secret" és a "Sanctuary" című dalokat. Az előbbit eredetileg Pettibone készítette el demó formájában, "Somehing's Coming Over Me" címen, azonban Austin átdolgozta a demót, és zeneileg egy teljesen más dalt készített belőle. A "Secret" 1994. szeptember 27-én jelent meg, mint a Bedtime Stories vezető kislemeze. A kislemez borítóján új külsővel látható Madonna, szőke hajjal, és az 1930-as évek amerikai stílusával, mellyel Jean Harlowhoz hasonlít. A borítóképet Patrick Demarchelier fényképész készítette. A képen az énekesnő egy kanapén ül, és melltartóban látható. Az 1990-es évek közepétől Madonna szokatlan módon beszélt az új kislemezről az interneten, valamint arról is, hogy hangüzenetet hagyott rajongóinak, illetve egy részletet a dalból.

Madonna a következőket üzente rajongóinak:
Sziasztok Kiberfejek! Üdvözöllek benneteket az intimitás 90-es évekbeli változatában. Hallattok engem...láttok is...de nem érhettek hozzám...felismeritek a hangomat?...Madonna vagyok. Gyakran utánoznak, de soha nem sokszorítanak. Ha van kedved, a jövő hónapban megjelenő új albumomról a "Bedtime Stories"-ról letöltheted a "Secret" című új dalom hangfájlait. Most forgattam hozzá videót New Yorkban, és exkluzív részletet mutatok be az interneten nektek. Addig is küldj üzenetet, és mondd el, mit gondolsz az új dalomról. És mellesleg ne hidd el, hogy azok az online szélhámosok, azok, akik úgy tesznek, mintha én lennék az...semmi sem hasonlít az igazi Madonnához. Béke veletek.

## Felvételek és összetétel
A dalt Madonna és Austin írta, melyet 1994 április és június között rögzítettek a New York-i Axis Stúdióban, és a DARP Stúdióban Atlantában. A produceri munka mellett Austin dobolt és billentyűs hangszereket játszott, míg Tommy Martin akusztikus gitáron játszott. Fred Jorio és Mark "Spike" Stent a dal programozásán és tervezésén dolgozott, míg Tony Shimkin volt a szerkesztő. A keverést Jon Gass és Alvin Speights végezte, végül pedig Jessie Leavey, Craig Armstrong és Susie Katiyama a vonósokat és a karmesteri szekciókat felügyelte.
A "Secret" eltér Madonna korábbi zenei stílusától, mivel pályafutásának addigi pontjáig zenéje többnyire nagy hangzású táncdalokból, és dallamos balladákból állt. Ebben a dalban pedig a pop és kortárs keveredik az R&B műfajjal. A dal egy akusztikus gitár hanggal, és wah-wah hanggal kezdődik, és csak Madonna énekel ezek felett, majd egy ritka retró stílusú szekció felé nyit. Egy ereszkedő akkordsor kezdődik, majd az egy perces határ között megindul a dob, és Madonna énekli a "Something's coming over, mmmmmm" refrént. Ez alatt teljes mértékben húros hangszerek hallatszanak. Rikky Rooksby a Guide to the Music of Madonna című könyv szerzője szerint a leszálló akkordokat felszálló húrok támasztják alá, mely egy példa a zenében használt ellentétes mozgásra. A középső rész alatt egy másik wah-wah gitárszóló is hallatszik a húros hangszerek mellett. A dal végéhez közeledve a dallamok magasabb harmóniát adnak a versekkel való megkülönböztetésre.
A Musicnotes.com szerint a dal percenként 96 BPM ütemben halad. A kompozíció e♭-moll hangnemben játszódik, és Madonna énekhangja G♭3-tól G♭4-ig terjed. A "Secret" a nyitó versekben B♭7–E♭m7–D♭–Cm7–C♭ alapsort tartalmaz, a kórusban pedig a B7–Em–D–C akkordmenetet. Madonna hangja továbbra is a dal középpontjában áll, miközben azt énekli, hogy "happiness lies in your own hand". Lírailag a dal arról szól, hogy Madonna szeretőjének titka van, valamint arról, hogy hogyan jött rá Madonna hogy az ember boldogsága a saját irányítása alatt áll. Metz és Carol Benson szerzők a In Madonna the Companion: Two Decades of Commentary című könyvben azt írják, hogy az a hangnem, amit Madonna a dalszövegek éneklésekor használ, arra utal, hogy „öndeterminizmusról", nem pedig "autoerotikáról" beszél. A dalban Madonna a "My baby's got a secret" szöveget énekli, azonban soha nem árulja el, mi lehet a titok.

## Remixek

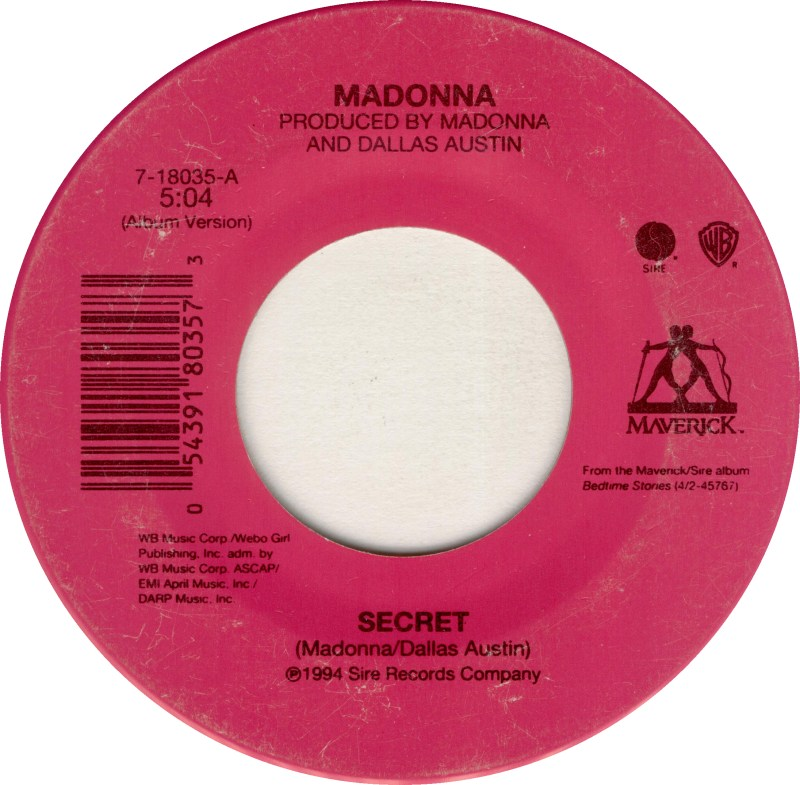
A "Secret" amerikai kislemezének A. oldala az album verzióval.

Madonna több mint nyolc remixet adott ki a dalból különböző formátumokban. A dal sikeres volt az Egyesült Államok lemezlistáján, de hogy a dal aktuális legyen a táncklubokban, Madonna remixeket kért a dalhoz Junior Vasqueztől, aki a New York-i Sound Factory éjszakai klub lemezlovasa volt. "Madonna képviselői küldtek nekem egy kazettát a dalból, csak hogy tudjam miről van szó...Amikor a dalt meghallottam, mely 100 BPM ütemű volt, azt mondtam, hogy Úristen, mit csináljak ezzel a dallal". Vasquez és csapata kisérleteztek a dallal úgy, hogy a remixeket közelebb hozták az eredeti verzióhoz, aztán a vegyes verziókhoz csak Madonna énekét használta, a zenét pedig vadonatújként írta, és komponálta. Biztos volt benne, hogy house mixeket készít a dalból, de fel kellett gyorsítania Madonna énekét. A hangmérnök Dennis Mitchell ezt mondta: "Ehhez a mixhez digitálisan manipulálnunk kell az énekhangot, ami az idő tömörítése... Egyszerűen digitálisan bemegy a hang, kis digitális szeleteket vág ki a tényleges hangból, és összenyomja, hogy a tempója megfelelő legyen. Új a tempó, de a hangmagasság ugyanaz marad". Vasquez szerint Madonna teljesen odavolt a mixektől, amit a dalból készítettek.
A dalhoz Vasquez általi dance mixek is voltak. A "Junior's Luscious Mix"-nek két változata van, egy single verzió, és egy hosszabb változat, amely zongora bevezetővel kezdődik, és a "Secret"-t dancefloor számmá alakítja. Larry Flick a Billboard munkatársa szerint ezek a verziók "élénk billentyű hangokkal, és rugalmas mélyhang vonallal" rendelkeznek. A house mixekhez hasonlóan itt is Madonna énekhangja lett átszerkesztve, hogy illeszkedjen a gyorsabb ütemekhez. Jose F. Promis (AllMusic) szerint a felgyorsított énekhang Madonna hangját robotikussá teszi, és fura érzést kelt, ami az eredeti dalban nincs meg. Promis azt is megjegyezte, hogy a Vasquez "Sound Factory Mix" instrumentális részei olyan érzés volt, mint a villogó fények felidézése egy szórakozóhelyen. Ebben a remixben törzsi ütőhangszerek, és szintetizátorok is szerepeltek. Hasonlóképpen megjegyezte, hogy a "Some Bizarre Mix" grooveosabb, funkiesebb pörgést adott a dalnak, míg az "Allstar Mix" hideg, hip-hop hangolatot árasztott. Flick pozitívan nyilatkozott az összes remixről, megjegyezve, hogy ez a kislemez ígéretes bevezetője annak, ami valószínűleg egy klassz új fejezet lesz a tánczene legsikeresebb diplomásainak karrierjében.

## Kritikák
A "Secret" általában pozitív kritikákat kapott a zenekritikusoktól. J. Randy Taraborrelli a Madonna: An Intimate Biography című könyvében "okosnak" nevezte a dalt, hozzátéve, hogy akárhányszor meghallgatja az ember soha nem szűnik meg az intrikája. Chris Wade a The Music of Madonna szerzője azt írta, hogy ez volt a kedvenc dala, és dicsérte Madonna énekhangját, és a dal produkcióját. Úgy nyilatkozott, hogy ez az egyik legfinomabb vágás a 90-es évek eredményei közül. Wade a kórust baljósnak és fülbemászónak tartotta, mely számára kísérteties, melyet csak a tiltottak rejtéje képes megidézni. Matthew Rettenmund az Encyclopedia Madonnában ezt írta: "A Secret új zenei irányt nyitott meg Madonna számára, és úgy vélt, hogy a dal zeneileg inkább kisérteties volt, mint Madonna előző kislemeze a Who's That Girl (1987), és összehasonlítható még a Justify My Love-val is. (1990) Rettenmund véleményezte a lemezborítót is, mondván sok éve a pályafutása során ez volt az egyik legletartóztatóbb póz, melyben fotózták, és ami bebizonyítja sztárvonzatának tartósságát. Lucy O'Brien szerző az alábbiakat írta a Madonna: Like an Icon című könyvében:

A "Secret" egyszerre bágyadt és feszült, a maga funky gitármotívumával, és a gyengéd húros hangszereléssel. A dalban a csendes kinyilatkoztatás és a lélek ellazulása érződik. Madonna később ragaszkodott hozzá, hogy a dal nem csak a szerelemről szól, hanem a spirituális önerőről is. Austin átdolgozott demója egy új, meleg, lelkes tónust hozott létre a hangjában, és az ájult dúdoló hangot a dal központi jellemzőjévé tette.

Stephen Thomas Erlewine (AllMusic) a dalt a "Bedtime Stories" legjobb dalai közé sorolta, és kijelentette, hogy a többi albumdal a "Take a Bow", az "Inside of Me", a "Sanctuary" és a "Bedtime Story" mellett – lassan jut be a dallam a tudatalattiba, ahogy a basszus lüktet. Larry Flick (Billboard) elmondta, hogy a dal azonnal emlékezetessé, és kreatívan kielégítő pop/hip-hop "kirándulás". A dallam egy egyszerű akusztikus vonallal kezdődik, mely egy könnyed tempójú funk ütembe tör, mely tökéletesen illeszkedik a jelenlegi top 40 trendben. Madonna hangja folyamatosan növekszik, és kiválóan hasznosítható egy kísérteties dallam mellett, amelyet finoman megtestesítenek, mint kvázi egy pszichedelikus gitárművet. Paul Verna pop-smash slágerként jellemezte a dalt, mely az egyik legcsábítóbb a "Bedtime Stories" című albumról. Az albumról írt 2011-es kritikájában Brett Callwood a Detroit Metro munkatársa "látványosnak" nevezte a dalt. Alan Jones a Musik Week munkatársa ötből négy csillagot adott a dalnak, hozzátéve, hogy a dal kiváló vonóshasználatot és szabályozott énekhangot tartalmaz. Nem különösebben azonnali, de dermesztőként hat. Alex Newedham az NME-től "alulértékelt gyöngyszemnek" nevezte, hozzátéve, hogy a dalnak brilliáns bluesos merevsége van. Charlotte Robinson a PopMatterstől azt írta: "A Secret gyengéd groovejai, az akusztikus gitárral, és finom húros hangszerekkel teszik "csábítóvá" a dalt. Barbara O'Dair a Rolling Stone-től "fertőzött funky"-nak nevezte a dalt, hozzátéve, hogy a "Happiness lies in your own hand/It took me much too long to understand" szöveg átadása, és a dal énekhangja visszafogottságát mutatja, ami bizonyítja az énekesnőt, hogy a "szomorúságba vonzza". Rooksby úgy gondolta, hogy jó a dal, de a játékidőt le lehetett volna csökkenteni öt percről, ami egy kicsit meghosszabbította. Megjegyezte továbbá, hogy a dal körül vevő dobok kicsit egyhangúvá teszik a dalt. Sal Cinquemani a Slant Magazintól A-ra értékelte a dalt, és megjegyezte, hogy a "Secret" valószínűleg Madonna karrierjének "legcsupaszabb" előadása volt, az akusztikus gitárokkal, a szakszerűen megédesített énekhangokkal, és Dallas Austin producer jellegzetes R&B ütemeivel, amelyek lélekben hordozzák a zenét. Hallgatója Madonna zaklatott, de mégis megnyugtató világának.

## Elismerések
Az NME magazin a "Secret" című dalt a 30. helyre sorolta az 1994-es legjobb dalok listáján. A Slant Magazin szintén a 90-es évek 42. legjobb kislemezeként sorolta fel, és kijelentette, hogy Madonna pályafutásának egyik legorganikusabb hangzású kislemeze, mely időt szakít arra, hogy elérje célját, és nem adja fel útja során. A dal visszafogott, és legalább egy pompás kislemez esetében Madonna is ezt teszi, amikor a következő sort énekli: "You knew all along/What I never wanted to say," ("Mindig tudtad/Amit soha nem akartam elmondani") – nagyon elragadottan hangzik. Scott Kearnan a Boston Globe-tól a 30. helyre tette a dalt a "Legjobb Madonna dalok" listáján, és kijelenti, hogy a "nyamvadt R&B groove különlegessé tette a "Secret"-et, még ha nem is emlékeznek rá egy botrányáról, vagy rossz "pillanatáról", de szívesen beszélünk arról, hogy képes vitákat produkálni, és szalagcímeket generálni, de a nap végén Madonna a legjobb popzenét tudhatja magáénak. A 100 legnagyobb Madonna dal "meditatívnak, mozgalmasnak" és "pokolian szexinek" nevezte. Jude Rogers a The Guardian-tól egy "fulladó, meggyőző, R&B dalnak" nevezte, kiemelve Madonna énekhangját. Madonna kislemezeinek rangsorában a 33. helyen állt a dal, 60. születésnapja alkalmából. Az Entertainment Weekly-től Chuck Arnold a dalt a 27. legjobb kislemeznek nevezte, és azt írta, hogy a producer Dallas Austin hozta a hip-hop slágert, de Madonna volt az, aki feltette erre a lelkét. 2018 augusztusában a Billboard az énekesnő 35. legjobb kislemezének választotta, és hozzáférhetőnek nevezte anélkül, hogy az egész játékot feladná. Kórusát a Nirvana dalaiból kölcsönzött kísérteties harmóniák közé építve.

## Sikerek

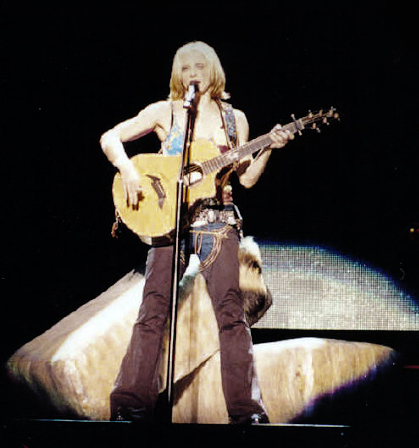
Madonna előadja a "Secret" című dalt a Drowned Világturnén 2001-ben. Akkoriban ez volt Madonna a 3. legnagyobb debütálása a Billboard Hot 100-on.

Az Egyesült Államokban a 30. helyen debütált a dal a Billboard Hot 100 1994. október 8-i kiadásán, és az első héten 18.000 példányt adtak el belőle. Ez volt Madonna zenei karrierjének akkoriban a harmadik legmagasabb debütálása az Erotica dal 1992-es 13., és a Rescue Me 15. helyezése után 1991-ben. Liz Smith újságíró szerint a "Secret" lett a legjátszottabb dal az amerikai rádiókban, és miután adásba került 152 rádióállomáson forgatták le, körülbelül 1900 alkalommal. A kereskedelmi eladások CD formátumának megjelenését követően a kislemez a 18. helyen debütált a 18.000 példány eladásai alapján. Három héttel később a harmadik helyen érte el a csúcsot, összesen 22 hétig, ebből 11-et az első tíz között töltött. Emellett az US Hot 100 Airplay és Mainstream Top 40 listákon is a harmadik, valamint az Adult Contemporary listán a 2. helyen végzett. A Hot Dance Club Songs listán két hétig volt 1. helyezett Vasquez remixeinek köszönhetően. Az év végi Hot 100-as összesítésben 1994-ben a dal a 84., 1995-ben pedig a 71. helyrwe került. Az Amerikai Hanglemezgyártók Szövetsége (RIAA) 1995. január 5-én a "Secret"-et arany minősítéssel díjazta a kislemez 500.000 példányban eladásáért. Kanadában a dal a 91. helyen debütált az RPM Singles Chart listán 1994. október 3-án, majd végül három egymást követő héten az első helyen végzett 1994. november 14-től kezdve. Az RPM 1994-es év végi listáján a dal a 23. helyen végzett.
Az Egyesült Királyságban a "Secret" az 5. helyen debütált a brit kislemezlistán, ahol összesen tíz hétig volt helyezett. Az Official Charts Company szerint 2008-ig összesen 117.957 példányt adtak el ebben a régióban. A "Secret" sorozatban a 35. legjobb tíz kislemeze között van a "Like a Virgin" (1984) óta, ami továbbra is páratlan rekordnak számít a brit slágerlisták történetében. A francia kislemezlistán a dal a 2. helyen állt, és összesen 30 hétig maradt a slágerlistán. Az év végi összesített listán a 26. helyre került, és végül a SNEP ezüst minősítéssel díjazta a 125.000 eladott példányszám alapján. A kislemezből összesen 255.000 példány kelt el Franciaországban. A "Secret" az első helyen végzett Finnországban, és Svájcban, összesen 19 hétig szerepelve a svájci single kislemezlistán. Olaszországban, Spanyolországban, és Dániában Top 10-es volt a dal, a 3., a 4., és a 6., helyen végzett. Európában a 14. helyen debütált az European Hot 100 singles listán, és a kilencedik héten érte el a negyedik helyezést a slágerlistán. and reached a peak of number four in its ninth week on the chart.
A "Secret" 1994. október 23-án került fel az ARIA kislemezlistájára, ahol az 5. helyen állt meg, és tizennégy hétig volt helyezett. Később a 46. helyen landolt az év végi összesített listán. Az ARIA arany minősítéssel díjazta a 35.000 eladott példányszám alapján. Új-Zélandon a dal 1994. november 6-án a 31. volt a kislemezlistán, majd végül az 5. helyre került, és összesen nyolc hétig maradt a listán.

## Videóklip

### Koncepció és fejlesztés

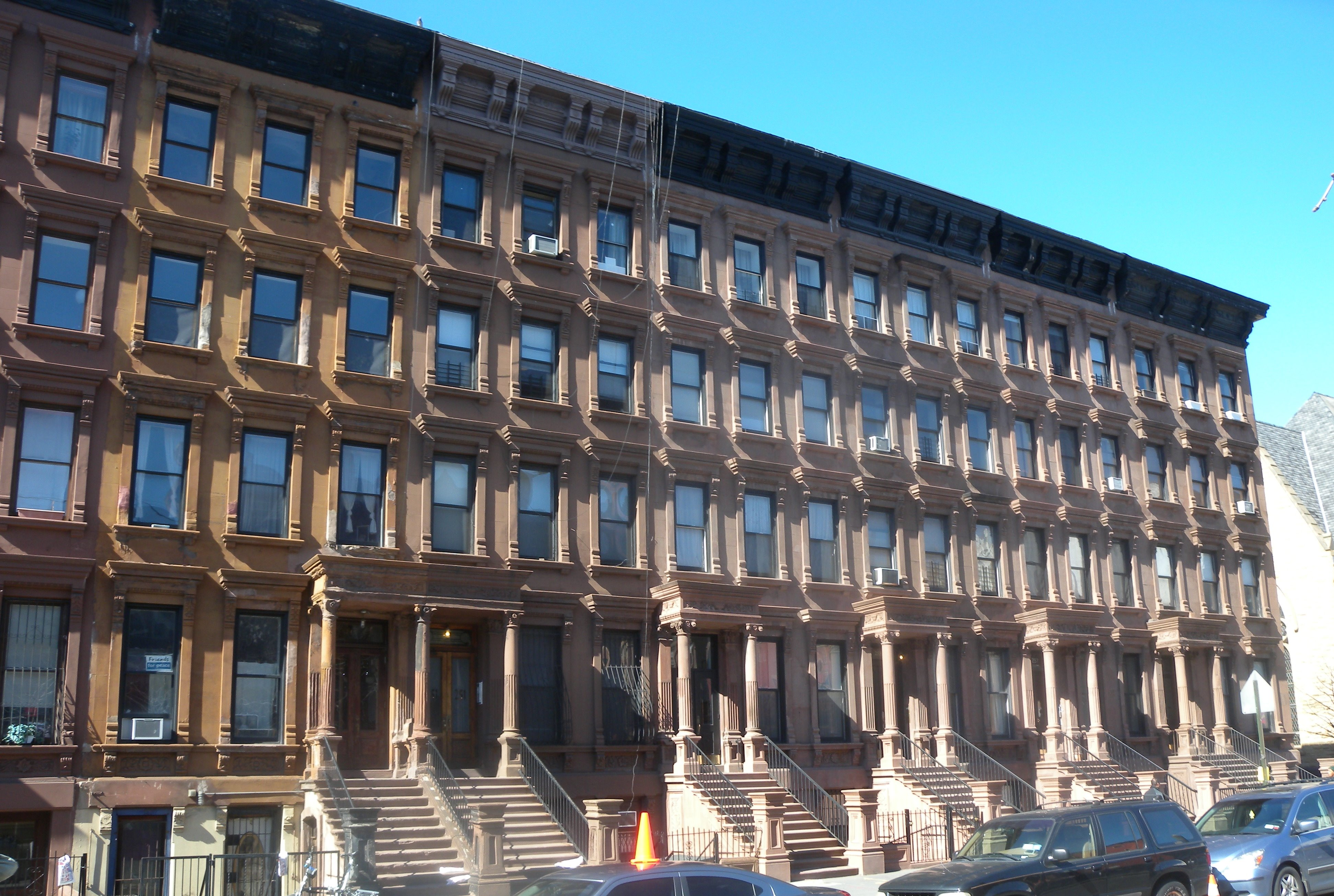
Harlem, New York a "Secret" videó forgatási helyszíne.

O'Brien szerint az általános kritikai konszenzus a Bedtime Stories kapcsán a következő volt: "Madonna visszavonult. Még mindig a Sex című könyv kritikáitól okoskodva egy lágyabb, gyengédebb arculattá fejlődött, mely kihatással volt új megjelenésének pasztell tónusaira. Azonban volt benne egyfajta finomság is. Ezt megdöbbentő hatással kombinálta a "Secret" klipjével." Madonna tudta, hogy az Erotica-korszak utáni első vizuálján sok minden lovagol, és hatást akart kelteni vele. A videót Melodie McDaniel rendezte, aki korábban albumborítók fotósaként dolgozott, és olyan zenekaroknak rendezett klipeket, mint a The Cranberries, vagy a Porno for Pyros. Madonnát azonban jobban érdekelte egy korábbi rövidfilmje, ahol a keresztelést voodoo rituálékkal kombinálva ábrázolta. Madonna behívta McDanielt, és elmondta neki, hogy vonzotta filmjének "nyersesége". Madonna tonizálni akarta az imázsát McDaniel szerint:

Készen állt, hogy odajöjjön hozzám...Madonna akkoriban szőke, Jean Harlow kinézetű volt. Azt a régi klasszikus hollywoodi keveréket szerettem volna ötvözni a modern kortárs művészettel, de időtlennek éreztem. Próbáltam valami másra gondolni, valami igazira...Csodálatos volt, hogy sikerült egy kis szünetet tartani, de kiakadtam. Fiatal művészektől ugrottam egy ikonnal való munka felé...Azt hiszem Madonnát vonzotta munkám nyerssége.

McDaniel mielőtt találkozott Madonnával, meghallgatta a dalt, és inspirálónak találta. Amikor az énekesnőt a videóhoz való hivatkozásairól kérdezték, McDaniel kedvenc fotósától Bill Burke-től adott ajándékba neki a 70-es években készült képeket, amelyek szörnyszülött, és alacsonyabb rendű embereket ábrázoltak. Egy másik hivatkozás Bruce Davidson East 100 Street című fényképes könyve volt, amely spanyol, Harlemben élő embereket mutatott be. Madonna megengedte, hogy a rendező New York-i lakásában éljen, és folytassa a kutatást, melyben kérte, hogy nézze át a könyvgyűjteményeit, köztük Helmut Newton és Richard Avedon gyűjteményeit is. Madonna McDaniel csapatának stylistjével, Brigitte Echols-szal kezdett együtt dolgozni, ahol kiválasztották a klipben szereplő ruhanemüket. Echols elment a Crenshaw Swap Meet nevű olcsó bevásárlóközpontba, és vett egy 180 dolláros arany nyakláncot, benne a "Madonna" névvel egy ékszerdobozban. Madonnának megtetszett, és együtt eldöntötték a gardrób mellett, beleértve a szoknyákat, és felsőket, valamint a jelmezkölcsönzőkből származó vintage ruhákkal együtt mit visel az énekesnő. Ide tartozva a Smylon Nylon La Perla melltartó is, és Marc Jacobs két dizánja is. Echols később azt nyilatkozta, hogy Madonna együttműködő volt.

### A Filmforgatás és megjelenés
A klipet 1994 szeptemberében forgatták Casablancában, és Harlemben a Lenox Avenue 308. szám alatt. McDaniel és csapata alacsony bérleti díjú helyszíneket keresett, és utcai castingokat tartott, szokatlan karaktereket állítva össze ezzel, a transzvesztitáktól a kártyatrükkösökig, és az éles harlemi tinédzsereken át. Amikor azonban elkezdődött a forgatás probléma adódott. McDaniel amikor elindította a kamerát, hagyta hogy a szereplők improvizáljanak, de Madonna irányítást akart. Leült egy székre, és amikor McDaniel azt mondta: "Akció", továbbra is ott ült, és türelmetlenül azt mondta: "Mit csinálok? Mit csinálok? Hello?" A rendezőt lenyűgözte Madonna nagy kísérete, de visszatartotta magát attól, hogy kimondja véleményét az énekesnő kinézetéről. Később felkérte Madonnát, hogy legyen olyan ideges, mint Jennifer Jason Leigh karaktere az 1990-es Last Exit to Brooklyn című drámafilmben. Madonna haját és sminkjét újra készítették, és ez volt a végleges a videóban.
Echols emlékezett arra, hogy az első jelenetek a Lenox Avenue-n sétáló Madonnáról készültek. A forgatás alatt az énekesnőnek feltűnt egy fekete bőrkabát szőrme díszítéssel, amit Fatima, a rendezőasszisztens viselt. Madonna elkérte a kabátot, és végül ezt viselte a videóban. Echols azt is megjegyezte, hogy Madonna szoros kapcsolatban állt az operatőrrel, és tudta, hogy melyik szögből készült felvételek a legjobbak, és milyen fényeket kell használni. Miután a külsővel és a cselekmény irányával kapcsolatos félreértéseket tisztázták a forgatás folytatódott, és három napon belül befejeződött. Az utolsó jelenetek Richard Elms modellel zajlottak egy harlemi házban, ahol Madonna felment a lépcsőn, ahol ő és filmbéli gyermekük volt látható.
A klip premierje 1994. október 4-én volt az MTV-n. A klip úgy kezdődik, hogy bemutatják Harlem környékét, és Madonnát aki egy kis jazzklubban énekel együttesével főleg fekete és latin közönségnek. A videóban a Harlemben élő emberek jelennek meg, akik mindennapi életüket mutatják be, beleértve a transzvesztita prostituáltak mellékszereplőit, egy stricit, és egy fekete bandatagot, aki megmutatja a testén lévő sebhelyet. A közbülső részekben Madonna egy idősebb nő ölében vonaglik, aki szimbolikusan megkereszteli vízzel a homlokán. A videó végén Madonna sétál a környéken, majd felmegy egy lépcsőn, hogy találkozzon családjával, egy latin fiatalemberrel, és filmbéli fiúkkal. A klip végén Madonna a szórakozóhelyen ül, és mosolyog a kamera felé.

### Fogadtatás és hatása
A "Secret" videoklip nagy siker volt az MTV-n. A csatorna számtalanszor lejátszotta. Emellett tudományos vitákat is generált a dal feltételezett "titkáról". A Madonna's Drowned Worlds című könyv szerint a videó végén látható kisfiú valójában Madonna szeretőjének titka. A videón keresztül a drag queen jelenetek láthatók egy olyan vallási ikonográfiával, mint az újjászületés és a kárhozat. A Hegeltől Madonnáig című könyvben a szerző, Robert Miklisch kijelenti, hogy a "Secret" klipje eltér a Bedtime Stories által olyan élénken feltárt különféle témáktól, mint az elfojtás, és veszteség, vagy harag és agresszió. Miklitsch kijelentette, hogy bár a videó a tisztító újjászületés képeit ábrázolja, tény hogy visszagondolva Madonna 1996-os terhességére, kevésbé szólt a tisztító újjászületésről, hanem inkább az anyaságról, és a születésről.
Rettenmund másképp értelmezte a videót, és egy finoman hangszerelt történetnek nevezte az énekesnő heroinfüggőségéről, és spirituális megszabadulásáról. Ellentétet talált Madonna fehér szőke karakterében, ahol Billie Holiday szerű énekesnőként ábrázolják a jazz klubban. A videó végén Madonna felmegy egy lépcsőn szeretője szobájába. Rettenmund összefüggéseket talált a "Like a Virgin" (1984) és a "Papa Don't Preach" (1986) kislemezek klipjei között, ahol az énekesnő felment a lépcsőn, de soha nem ért célba, ellenben a "Secret"-tel. Rettenmund kifejtette továbbá, hogy a "Secret" a "Borderline" klipjének folytatásaként szolgálhat, azonban az események tíz éve történtek, és Madonna már felnőtt. Befejezésül elmondta, hogy a The Face magazinnak adott interjúban Madonna 1994-ben családalapítási vágyairól beszélt, és a partner, illetve gyermek iránti vágyát hangsúlyozta. A klip szerepel két Madonna összeállításon is, a The Video Collection 93:33 (1999) címűn, és a Celebratin: The Video Collection (2009) című válogatásokon.

## Élő előadások

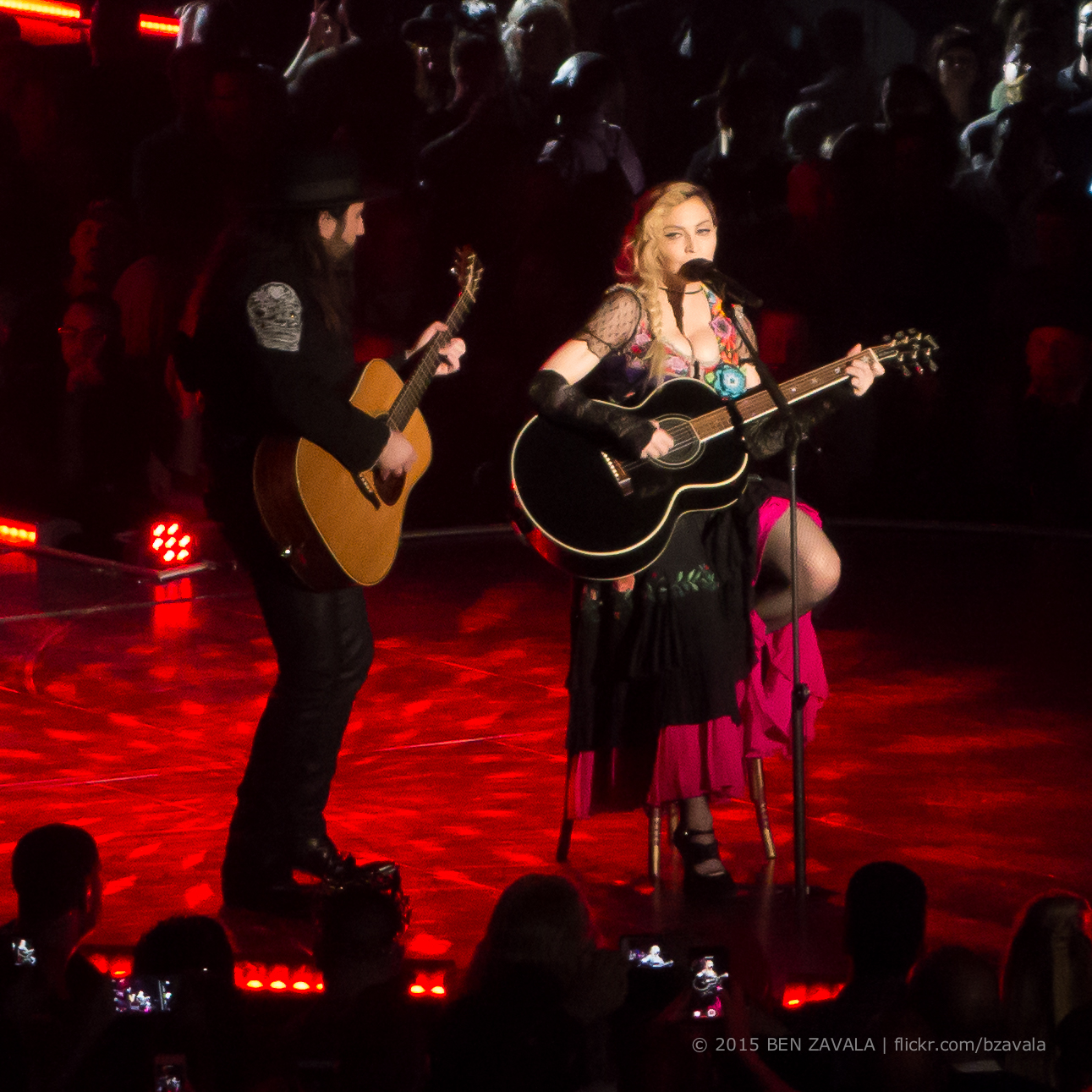
A Rebel Heart Tour-on (2015–2016) bizonyos helyszíneken, mint például Las Vegasban, Madonna egy rögtönzött akusztikus "Secret"-et adott elő.

1995. február 18.-án Madonna Európába érkezett, hogy népszerűsítse hatodik, Bedtime Stories című stúdióalbumát. Ugyanezen a napon szerepelt a német Wetten, dass...? című műsorban, ahol interjút készítettek vele, valamint előadta a "Secret" és a "Take a Bow" című dalokat. A "Secret"-et Madonna 2001-ben, a Drowned World Tour-on adta elő a műsor cowgirl szekciójában. Az előadást videómontázs kísérte, melyen folyóparti keresztelők, örvénylő dervis-szertartások, buddhista imák voltak láthatóak. A felvételek McDaniel filmjeiből származtak, mely ihletett adott Madonnának az előadásra. Alexis Petridis, a The Guardian munkatársa "gyönyörű akusztikus olvasmánynak" nevezte az előadást. Steve Dollar (The Victoria Advocate) méltatta az előadást, mondván hogy a dal "mélységbe nőtt" az idők során. A "Secret" New York-i előadása alatt Madonna a dalt a lakosoknak ajánlotta fel. During the New York City performance of "Secret", she dedicated the song to its inhabitants. Az előadást 2001. augusztus 26-án a Palace of Auburn Hillsben rögzítették, és a Drown World Tour 2001 című élő videóalbumon jelentették meg.
2008 novemberében a dal a cappella változatát adta elő Madonna a Sticky & Sweet Tour houstoni állomásán a rajongók kérésére. Az előadás után Madonna azt mondta: "Rendben Texas! Ez nagyon jó volt. Már el is felejtettem ezt a dalt. Madonna ezután rögtönzött akusztikus előadáson játszotta el a dalt a Rebel Heart Tour bizonyos állomásain, mint például Vancouverben, Los Angelesben, Las Vegasban, Amszterdamban, és Atlantában. Vancouverben az előadást egy különleges vendégnek ajánlotta fel, akiről a média azt feltételezte, hogy volt férjére Sean Penn-re gondolt. Az énekesnő bevallotta, hogy nem gyakorolta az előadást, amely Shawn Conner (Vancouver Sun) szerint jótékonykodónak, gyakorlatlannak tűnt. Ezt mind jószándékúan mondta.

## Számlista
| - US CD maxi-single és digital single (2020) 1. "Secret" (edit) – 4:28 2. "Secret" (Junior's Luscious single mix) – 4:16 3. "Secret" (Junior's Luscious club mix) – 6:17 4. "Secret" (Junior's Sound Factory Mix) – 10:17 5. "Secret" (Some Bizarre Mix) – 9:48 6. "Secret" (Allstar Mix) – 5:10 - US two-track single 1. "Secret" (album version) – 5:05 2. "Secret" (instrumental) – 5:05 - UK 7-inch picture disc 1. "Secret" (radio edit) – 4:30 2. "Let Down Your Guard" (Rough Mix edit) – 4:33 - UK kazetta single 1. "Secret" – 5:03 2. "Let Down Your Guard" (Rough Mix edit) – 4:33 - UK és Európai CD single 1. "Secret" (edit) – 4:30 2. "Let Down Your Guard" (Rough Mix edit) – 4:33 3. "Secret" (instrumental) – 5:03 4. "Secret" (LP version) – 5:04 | - UK és Európai "The Remixes" CD single 1. "Secret" (Junior's Luscious single mix) – 4:16 2. "Secret" (Junior's Extended Luscious club mix) – 7:57 3. "Secret" (Junior's Luscious dub) – 6:21 4. "Secret" (Junior's Sound Factory Mix) – 10:18 5. "Secret" (Junior's Sound Factory dub) – 7:58 - UK 12-inch single 1. "Secret" (LP version) – 5:04 2. "Let Down Your Guard" (Rough Mix edit) – 4:33 3. "Secret" (instrumental) – 5:03 4. "Secret" (edit) – 4:30 - Japán CD "The Remixes" EP 1. "Secret" (Junior's Luscious single mix) – 4:16 2. "Secret" (Junior's Extended Luscious club mix) – 7:57 3. "Secret" (Junior's Luscious dub) – 6:21 4. "Secret" (Junior's Sound Factory Mix) – 10:18 5. "Secret" (Junior's Sound Factory dub) – 7:58 6. "Secret" (Some Bizarre Mix) – 9:48 7. "Secret" (Allstar Mix) – 5:10 8. "Secret" (radio edit) – 4:30 |

## Közreműködő személyzet
- Madonna – ének, dalszövegek, producer
- Dallas Austin – dalszöveg, producer, dobok, billentyűs hangszerek
- Fred Jorio – programok, hangmérnök
- Mark "Spike" Stent – hangmérnök
- Tony Shimkin – zenei szerkesztő
- Jon Gass – mixek
- Alvin Speights – mixek
- Tommy Martin – akusztikus gitár
- Jessie Leavey – karmester
- Craig Armstrong – karmester
- Suzie Katayama – karmester
- Fabien Baron – vezető
- Patrick Demarchelier – borítófotó

## Slágerlista
| Slágerlista (1994–1995)              | Legjobb helyezések |
| ------------------------------------ | ------------------ |
| Ausztrália (ARIA)                    | 5                  |
| Ausztria (Ö3 Austria Top 40)         | 11                 |
| Belgium (Ultratop 50) Flanders       | 15                 |
| Kanada Top Singles (RPM)             | 1                  |
| Kanada Adult Contemporary (RPM)      | 1                  |
| Kanada Dance/Urban (RPM)             | 3                  |
| Dánia (Tracklisten)                  | 6                  |
| Európa (European Hot 100 Singles)    | 4                  |
| Finnország (Suomen virallinen lista) | 1                  |
| Franciaország (SNEP)                 | 2                  |
| Németország (Official German Charts) | 29                 |
| Izland (Íslenski Listinn Topp 40)    | 7                  |
| Írország (IRMA)                      | 16                 |
| Olaszország (Musica e dischi)        | 3                  |
| Hollandia (Dutch Top 40)             | 15                 |
| Hollandia (Single Top 100)           | 20                 |
| Új-Zéland (Recorded Music NZ)        | 5                  |
| Skócia (OCC)                         | 7                  |
| Spanyolország (PROMUSICAE)           | 4                  |
| Svédország (Sverigetopplistan)       | 12                 |
| Svájc (Schweizer Hitparade)          | 1                  |
| Egyesült Királyság (OCC)             | 5                  |
| US Billboard Hot 100                 | 3                  |
| US Cash Box Top 100                  | 2                  |
| US Adult Contemporary (Billboard)    | 2                  |
| US Dance Club Songs (Billboard)      | 1                  |
| US Dance Single Sales (Billboard)    | 1                  |
| US Mainstream Top 40 (Billboard)     | 3                  |
| US Rhytmic (Billboard)               | 9                  |

| Slágerlista (1994)                     | Helyezés |
| -------------------------------------- | -------- |
| Ausztrália (ARIA)                      | 46       |
| Kanada Canada Top Singles (RPM)        | 23       |
| Kanada Canada Adult Contemporary (RPM) | 24       |
| Európa (European Hot 100 Singles)      | 47       |
| Franciaország (SNEP)                   | 26       |
| Izland (Íslenski Listinn Topp 40)      | 92       |
| Svédország (Sverigetopplistan)         | 74       |
| Egyesült Királyság (OCC)               | 83       |
| US Billboard Hot 100                   | 84       |
| US Cash Box Top 100                    | 45       |

| Slágerlista (1995)                | Helyezés |
| --------------------------------- | -------- |
| Európa (European Hot 100 Singles) | 87       |
| Franciaország (SNEP)              | 56       |
| US Billboard Hot 100              | 71       |
| US Cash Box Top 100               | 49       |

## Díjak és eladások
| Régió                                                       | Minősítés | Eladott példányszám |
| ----------------------------------------------------------- | --------- | ------------------- |
| Ausztrália (ARIA)                                           | arany     | 35 000^             |
| Franciaország (SNEP)                                        | ezüst     | 255,000             |
| Egyesült Királyság (BPI)                                    | -         | 117,957^            |
| Egyesült Államok (RIAA)                                     | arany     | 500 000^            |
| ^ Kiszállítási példányszámok kizárólag a minősítés alapján. |           |                     |